# ديفيد باريت (موسيقي)
ديفيد باريت (بالإنجليزية: David Barrett)‏ هو موسيقي أمريكي، ولد في 6 فبراير 1973.